# Wolfgang Kindl
Wolfgang Kindl (* 18. April 1988 in Innsbruck) ist ein österreichischer Rennrodler, zweifacher Weltmeister und vierfacher Olympionike (2010–2022).

## Leben
Wolfgang Kindl aus Vill begann 1999 mit dem Rodelsport. Der Sportsoldat tritt seit der Saison 2006/07 im Rennrodel-Weltcup an. Sein erstes Rennen bestritt er in Cesana Pariol, wo er 23. wurde. In der Saison bestritt Kindl nur ein weiteres Rennen und war am Ende 43. der Gesamtwertung.
In seiner zweiten Saison konnte sich der Österreicher stetig verbessern. Nachdem er in fast allen Rennen an den Start gegangen war, erreichte er in der Gesamtwertung einen 19. Platz. Herausragendes Einzelergebnis wurde ein siebter Platz auf seiner Hausbahn in Igls. An selber Stelle konnte sich Kindl zu Beginn der Saison 2008/09 nochmals um einen Rang verbessern.
In der Weltcupsaison 2013/14 erreichte Kindl mit dem dritten Platz in Park City seinen ersten Podestplatz. Auch mit der Mannschaft konnte der dritte Platz erzielt werden. In der Saison 2014/15 errang Kindl in Lake Placid den zweiten Platz. Am 1. Februar 2015 gewann Kindl in Lillehammer erstmals ein Rennen im Weltcup.
Mehrfach startete Kindl auch schon bei internationalen Großereignissen. Die Weltmeisterschaften 2007 in Igls beendete er als 19., im Jahr darauf in Oberhof wurde er 27. Besser lief es bei der Europameisterschaft 2008 in Cesana, wo der Österreicher Zwölfter wurde. Sensationell war der Sieg Kindls bei den Junioren-Weltmeisterschaften 2008 in Lake Placid, wo er den hohen Favoriten und amtierenden Seniorenweltmeister Felix Loch schlagen konnte. Bei den Olympischen Winterspielen 2010 in Vancouver wurde Kindl Neunter. Seinen bisher größten Erfolg hat er mit der Bronzemedaille bei den Rennrodel-Weltmeisterschaften 2015 in Sigulda gefeiert.

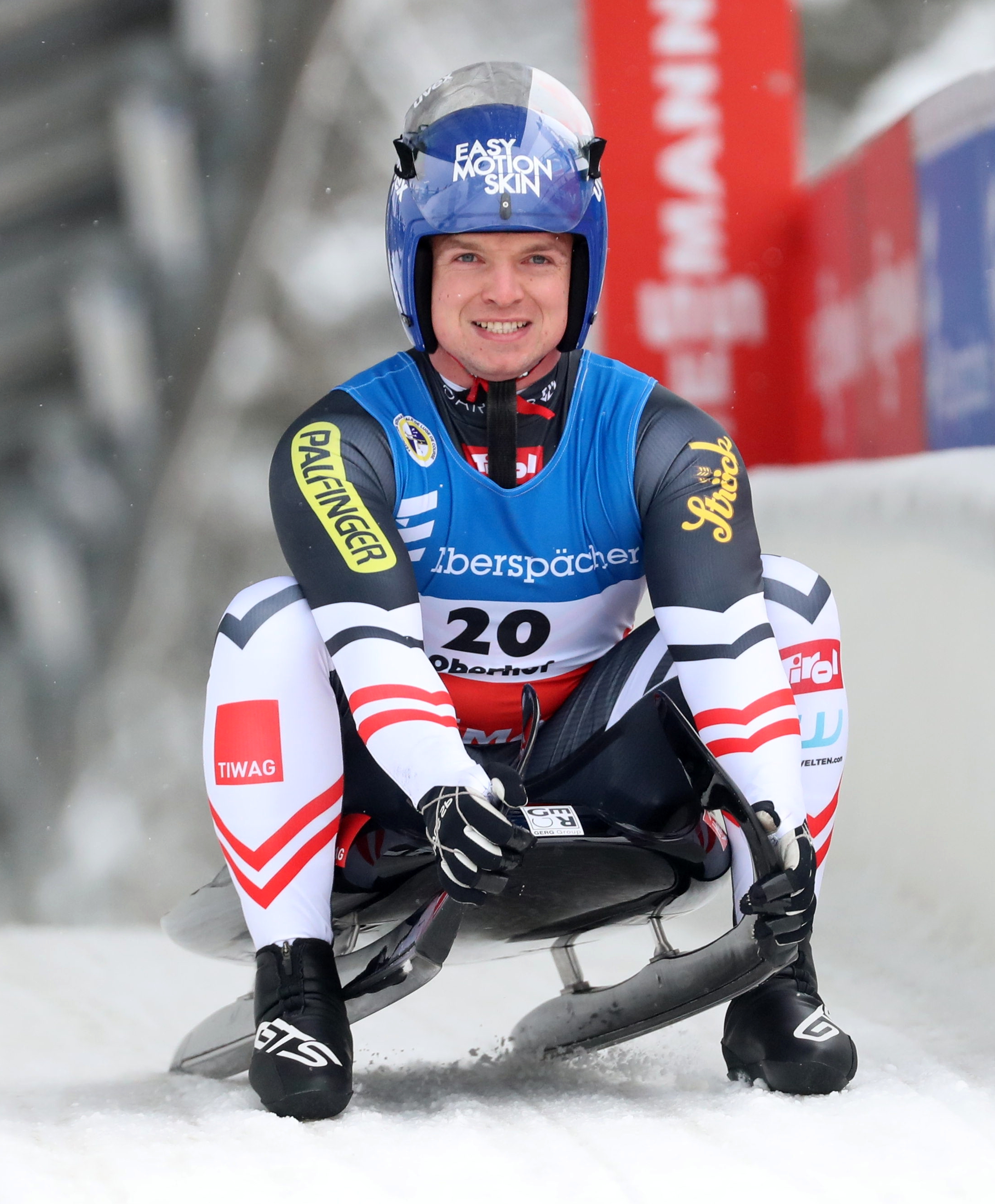
Wolfgang Kindl (2021)

Bei den Weltmeisterschaften 2016 am Königssee holte Wolfgang Kindl die Bronzemedaille im Herren-Einsitzer. Im Gesamt-Weltcup wurde er Zweiter hinter Felix Loch. Bei seiner Heim-WM 2017 in Innsbruck-Igls wurde er Weltmeister im Sprint und im Einsitzer.
Bei den Olympischen Winterspielen in Pyeongchang belegte er am 11. Februar 2018 im Einsitzer den neunten Rang.
Bei den Rennrodel-Weltmeisterschaften 2020 holte der 31-Jährige sich im Februar in Sotschi die Bronzemedaille.
Bei den Olympischen Winterspielen 2022 gewann Kindl die Silbermedaille im Einsitzer hinter dem Deutschen Johannes Ludwig und vor dem Italiener Dominik Fischnaller.

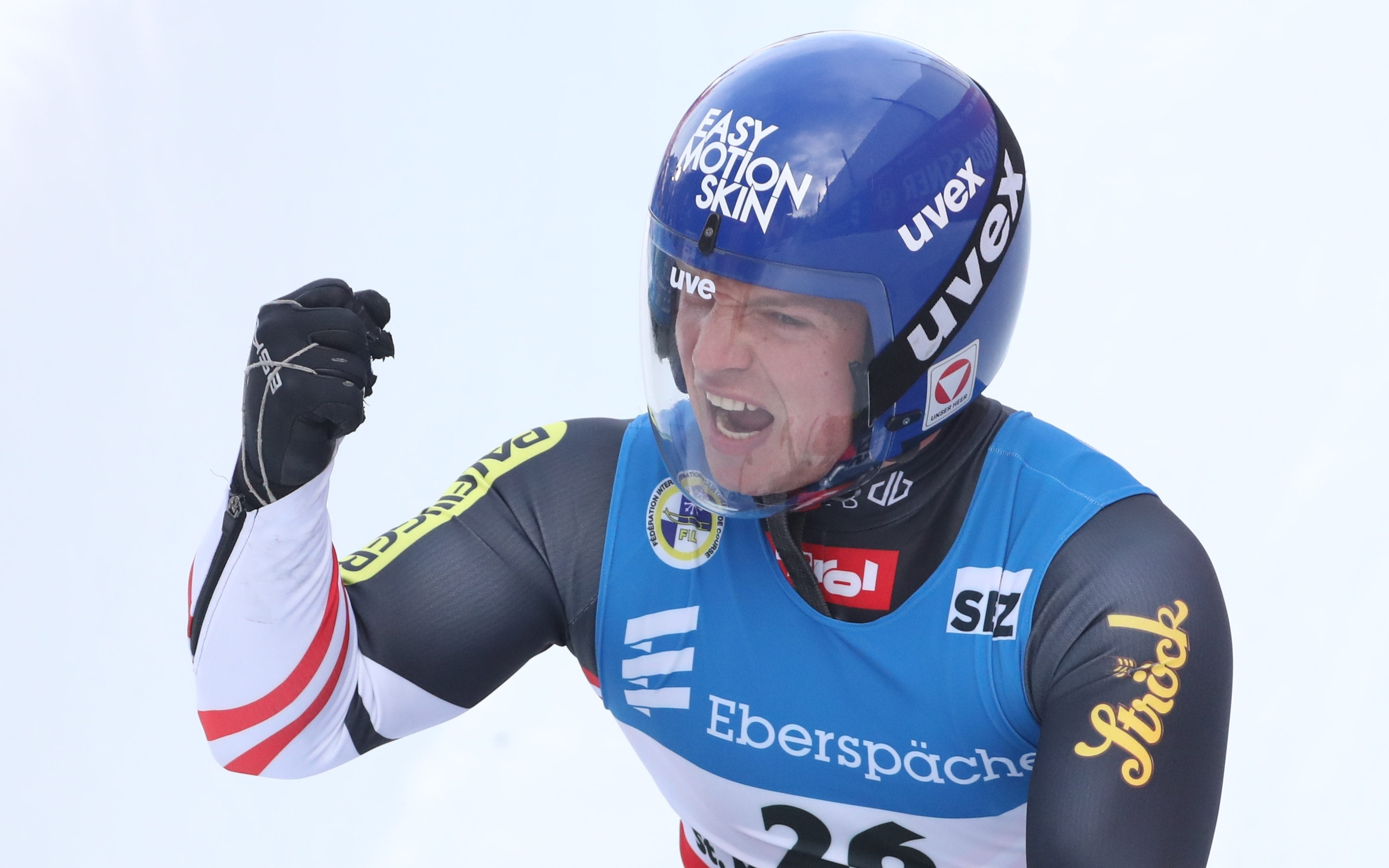
Wolfgang Kindl (Österreich) nach dem Weltcup- und Europameisterschaftssieg am 22. Januar 2022 in St. Moritz–Celerina

Kindl ist aktiver Sportler des Heeressportzentrums des Österreichischen Bundesheers. Als Heeressportler trägt er derzeit den Dienstgrad Zugsführer.

## Erfolge

### Olympische Winterspiele
- Vancouver 2010: 9. (Einsitzer)
- Sotschi 2014: 9. (Einsitzer), 7. (Staffel)
- Pyeongchang 2018: 9. (Einsitzer)
- Peking 2022:   Einsitzer und Staffel

### Gesamtweltcup

#### Einsitzer
| Saison  | Platz | Punkte |
| ------- | ----- | ------ |
| 2006/07 | 43.   | 034    |
| 2007/08 | 19.   | 0190   |
| 2008/09 | 11.   | 0285   |
| 2009/10 | 14.   | 0259   |
| 2010/11 | 14.   | 0265   |
| 2011/12 | 15.   | 0255   |
| 2012/13 | 11.   | 0269   |
| 2013/14 | 08.   | 0339   |
| 2014/15 | 03.   | 0605   |
| 2015/16 | 02.   | 0795   |
| 2016/17 | 03.   | 0700   |
| 2017/18 | 02.   | 0838   |
| 2018/19 | 07.   | 0579   |
| 2019/20 | 11.   | 0417   |
| 2020/21 | 11.   | 0457   |
| 2021/22 | 02.   | 0791   |
| 2022/23 | 04.   | 0660   |
| 2023/24 | 08.   | 0606   |

#### Doppelsitzer
| Saison  | Platz | Punkte |
| ------- | ----- | ------ |
| 2023/24 | 01.   | 0966   |

### Weltcupsiege
| Nr. | Datum         | Ort                  | Bahn                                              |
| --- | ------------- | -------------------- | ------------------------------------------------- |
| 1.  | 1. Feb. 2015  | Lillehammer          | Bob- und Rennschlittenbahn Hunderfossen           |
| 2.  | 12. Dez. 2015 | Park City (Sprint)   | Utah Olympic Park                                 |
| 3.  | 16. Dez. 2017 | Lake Placid (Sprint) | Olympia-Bobbahn Lake Placid                       |
| 4.  | 7. Jan. 2018  | Königssee            | Kunsteisbahn Königssee                            |
| 5.  | 25. Nov. 2018 | Innsbruck (Sprint)   | Olympia Eiskanal Igls                             |
| 6.  | 1. Dez. 2018  | Whistler             | Whistler Sliding Centre                           |
| 7.  | 7. Dez. 2018  | Calgary              | Bob- und Rennschlittenbahn im Canada Olympic Park |
| 8.  | 12. Dez. 2021 | Altenberg *          | Rennschlitten- und Bobbahn Altenberg              |
| 9.  | 19. Dez. 2021 | Innsbruck (Sprint)   | Olympia Eiskanal Igls                             |

| Nr. | Datum         | Ort       | Bahn                  |
| --- | ------------- | --------- | --------------------- |
| 1.  | 13. Jan. 2024 | Innsbruck | Olympia Eiskanal Igls |
| 2.  | 10. Feb. 2024 | Oberhof   | Rennrodelbahn Oberhof |
| 3.  | 17. Feb. 2024 | Oberhof   | Rennrodelbahn Oberhof |

| Nr. | Datum         | Ort       | Bahn                                 |
| --- | ------------- | --------- | ------------------------------------ |
| 1.  | 5. Feb. 2023  | Altenberg | Rennschlitten- und Bobbahn Altenberg |
| 2.  | 14. Jan. 2024 | Innsbruck | Olympia Eiskanal Igls                |